# Pius Parsch
Pius Parsch, né Johann Bruno Parsch le 18 mai 1884 à Neustift et mort le 11 mars 1954 à Klosterneuburg, est un prêtre autrichien, chanoine régulier de l'abbaye de Klosterneuburg, près de Vienne, principalement connu pour sa participation au mouvement liturgique.
Parsch est entré à l’abbaye de Klosterneuburg, en 1904. C’est là qu’il a étudié la théologie, ainsi qu’à l’Université de Vienne. Il a été ordonné en 1909 et a obtenu son doctorat en 1912. Pendant la Première Guerre mondiale il est aumônier sur le Front de l’Est.
Une place porte son nom à Vienne.

## Biographie
Il fut un des pionniers les plus actifs du Mouvement liturgique. Il s'est fait remarquer notamment pour ses multiples ouvrages de vulgarisation, destinés à la formation du clergé et à faciliter la participation des fidèles laïcs à la liturgie et un grand inspirateur de la réforme liturgique du concile Vatican II. 

## Œuvres

### En langue allemande
- Das Jahr des Heiles, 1923
- Kurze Meßerklärung, 1930
- Opfere mit der Kirche, 1930
- Lernet die Messe verstehen, 1931
- Liturgische Erneuerung, 1931
- Aus dem Gebetbuch der Kirche, Volksliturgisches Apostolat, Klosterneuburg 1931/33
- Der Frühgottesdienst in der Karwoche, Volksliturgisches Apostolat, Klosterneuburg 1938
- Brevierschule für Laien, Volksliturgischer Verlag, Wien u. a. 1939
- mit Robert Kramreiter: Neue Kirchenkunst im Geist der Liturgie, Volksliturgischer Verlag Wien-Klosterneuburg 1939. (von Moises Diaz Caneja ins Spanische übersetzt: Arquitectura Y liturgia 1948.)
- Volksliturgie, Volksliturgischer Verlag, Klosterneuburg-Wien 1940
- Die liturgische Predigt, 1948-55

### Ouvrages traduits en français[2]
- L'Année liturgique à la lumière de la grâce / Édition : Mulhouse, Éditions Salvator (Impr. Alsatia) , 1959 / Traducteur : René Virrion
- Apprenons à lire la Bible / Paris, Desclée de Brouwer, 1956.
- Le Bréviaire expliqué / Édition : Mulhouse, Éditions Salvator, 1952
- Le Bréviaire expliqué dans l'esprit du renouveau liturgique / Édition : Mulhouse, Éditions Salvator 1947
- Le Guide dans l'année liturgique, / Édition : Mulhouse, 1954